# Wilhelm Busch

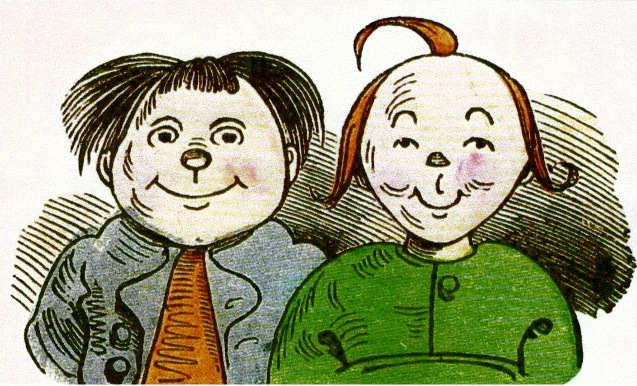
"Max och Moritz".

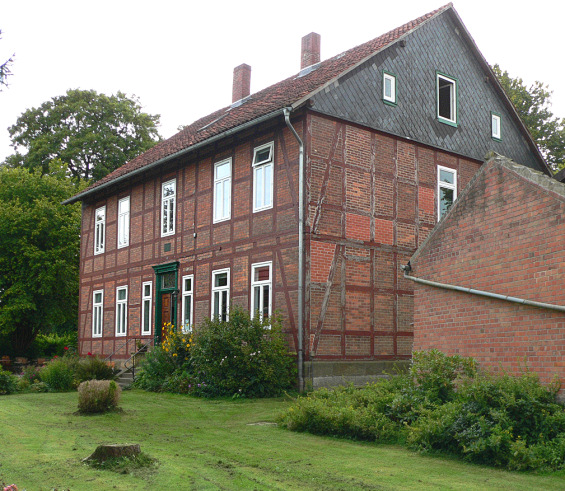
Wilhelm Buschs hus i Mechtshausen

Wilhelm Busch, född 15 april 1832 i Wiedensahl nära Hannover, död 9 januari 1908 i Mechtshausen, var en tysk tecknare och författare.
Busch var medarbetare på skämt- och veckotidningen Fliegende Blätter, som gavs ut som ettbladstryck och i bilderböcker. Busch är mest känd för sina bilderböcker på vers, framför allt Max und Moritz (1865), som fortfarande är populära. Historierna om Max och Moritz, förebild för The Katzenjammer Kids (på svenska Knoll och Tott), skildrar dessa tjuvaktiga pojkspolingars galna upptåg och gräsliga straff. Hans teckningar kombinerar frodiga former med fysionomisk skärpa. Busch anses vara banbrytare inom sitt område och en av den tecknade seriens instiftare.
Andra seriealbum av Busch var Hans Huckebein, Tobias Knopp och Der heilige Antonius von Padua.
Han utgav även några allvarligare diktsamlingar, Kritik de Herzens (1871) och Zu guter Letzt (1904).

## Eftermäle
Asteroiden 7121 Busch är uppkallad efter Wilhelm Busch.